# 马尔凯 (索姆省)
马尔凯（法語：Marquaix，法語發音：[maʁkɛ]）是法国上法蘭西大區索姆省的一个市镇，属于佩罗讷区。

## 地理
马尔凯（49°56'42"N, 3°4'30"E）面积5.29 平方千米，位于法国上法蘭西大區索姆省，该省份为法国北部沿海省份，北起加来海峡省和北部省，西接滨海塞纳省和大西洋英吉利海峡，南至瓦兹省，东临埃纳省。
与马尔凯接壤的市镇（或旧市镇、城区）包括：隆加韦讷、鲁瓦塞勒、坦库尔-布克利、维莱福孔。

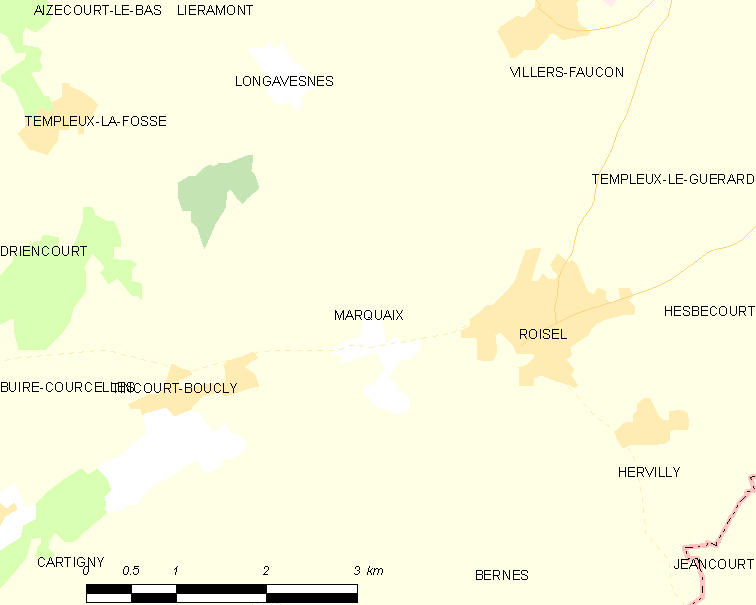
的OSM定位图

马尔凯的时区为UTC+01:00、UTC+02:00（夏令时）。

## 行政
马尔凯的邮政编码为80240，INSEE市镇编码为80516。

## 政治
马尔凯所属的省级选区为佩罗讷县。

## 人口

1962-2008年间人口变化图示

马尔凯于2022年1月1日时的人口数量为189人。